# Forcepia thielei
Forcepia thielei är en svampdjursart som beskrevs av William Lundbeck 1905. Forcepia thielei ingår i släktet Forcepia och familjen Coelosphaeridae. Inga underarter finns listade i Catalogue of Life.